# 2nd Maryland Infantry, CSA
Pour les articles homonymes, voir 2e régiment.
Le 2d Maryland Infantry, CSA (d'abord connu comme le 1st Maryland Battalion), est un régiment d'infanterie confédéré, composé de volontaires de Maryland qui, en dépit du maintien leur État de résidence dans l'Union pendant la guerre de Sécession, choisissent plutôt de combattre pour la Confédération. Le régiment est composé en grande partie de volontaires du 1st Maryland Infantry, CSA, qui a été dissous en août 1862, sa durée initiale de service ayant expiré. Ils participent à de nombreuses batailles les plus féroces de la guerre de Sécession, prenant part aux combats violents à Culp's Hill à la bataille de Gettysburg. L'unité subit de lourdes pertes au cours de la guerre qui, au moment de la reddition du général Robert E. Lee à Appomattox Court House, le 9 avril 1865, seuls environ quarante hommes restent.

## Histoire

### Démantèlement du1stMaryland Infantry
En août 1862, le 1st Maryland Infantry, CSA est démantelé à Gordonsville, en Virginie, à l'expiration du terme de ses douze mois de service initiaux. Le 1st Maryland Infantry est un régiment de l'armée confédérée, formée peu de temps après le début de la guerre de Sécession, en avril 1861. L'unité est composée de volontaires de Maryland, et participe aux combats lors de la première bataille de Bull Run et lors de la campagne de la vallée de la Shenandoah. En septembre 1862, son ancien commandant, le colonel Bradley Tyler Johnson, et de nombreux membres de son état-major offrent leurs services au général "Stonewall Jackson".

### Formation du2dMaryland Infantry

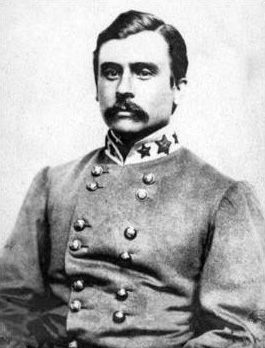
Commandant du Maryland Infantry, le brigadier général George H. "Maryland" Steuart.

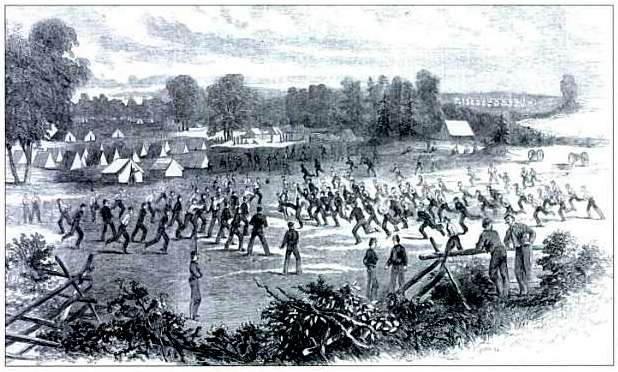
De nombreux volontaires du Maryland ont été en service avec le Maryland Infanterie, CSA, montrés ici en 1861 jouant au football au Camp Johnson, près de Winchester, en Virginie.

Après la dissolution du 1st Maryland Infantry, les soldats, officiers et hommes du rang, de l'ancien régiment se retrouvent dans une situation précaire. Ils sont incapables de retourner chez eux au Maryland, étant effectivement engagés en faveur de la Confédération pour la durée de la guerre. Avec peu de choix mais voulant poursuivre le combat, beaucoup rejoignent les autres unités de l'artillerie, ou de la cavalerie, tandis que les autres attendent de former un nouveau régiment d'infanterie du Maryland. La nouvelle unité est connue comme le 1st Maryland Battalion jusqu'à ce qu'elle soit officiellement re-désignée en janvier 1864, en tant que 2d Maryland Infantry[réf. nécessaire]. Le changement est effectué afin de le distinguer du régiment initial,
Plusieurs anciens officiers du 1st Maryland Infantry, tels que les capitaines William Murray, James Herbert, et les lieutenants George Thomas, Clapham Murray et William Zollinger commencent à recruter des vétérans pour le nouveau régiment, et en plus de nouvelles recrues du Maryland.
Bientôt, deux compagnies sous les ordres du capitaine Murray et du capitaine J. Parran Crane sont formées, suivie par trois autres. En octobre 1862, plus de cinq cents hommes ont rejoint l'unité, formant maintenant un bataillon, qui a rapidement affecté au commandement du général George Hume "Maryland" Steuart' à Winchester, en Virginie. Le nouveau bataillon tient une élection dans laquelle le capitaine Herbert est élu au grade de commandant. En novembre, le bataillon est affecté au commandement du général William "Grumble" Jones (appelé ainsi à cause de son mauvais caractère), qui a pris le commandement de la brigade de cavalerie de Thomas T. Munford.
Finalement, le bataillon s'agrandit et de nouvelles élections ont lieu. Le commandant de l'ancien régiment, le colonel Bradley Tyler Johnson, est dûment élu lieutenant-colonel, mais il décline l'offre. En fin de compte le commandant Herbert est élu lieutenant-colonel, et le capitaine W. W. Goldsborough, qui écrira plus tard la chronique de l'histoire de la ligne du Maryland dans la guerre de Sécession, est élu commandant.

### Hiver 1862-63
Le régiment passe l'hiver rigoureux 1862-63 dans la vallée de la Shenandoah, sans participer à des combats. Peu d'hommes sont équipés avec des tentes, la plupart dort à même le sol gelé et, selon Goldsborough, « ce n'était pas chose rare de voir plusieurs centaines d'hommes émerger d'une couverture d'un pied de neige qui était tombée pendant la nuit ». En mai 1863, le régiment est réuni avec l'artillerie légère de Baltimore et la compagnie A du 1st Maryland Cavalry (CSA), alors que le colonel Johnson, sous les ordres du secrétaire à la Guerre, commence à organiser les différentes unités du Maryland sous un seul commandement, en vue de former pour la première fois une véritable ligne du Maryland dans l'armée confédérée.

### Campagne de Gettysburg
Au début de l'été de 1863, le 2d Maryland (alors connu sous le nom de 1st Maryland Battalion) est affecté à la troisième brigade de Steuart, une force d'environ 2200 hommes dans la division du major général Edward "Allegheny" Johnson du deuxième corps du général Ewell de l'armée de Virginie du Nord. L'ancien commandant de brigade, le brigadier général Raleigh Colston, a été relevé de son commandement par Lee, qui a été déçu par sa performance lors de la bataille de Chancellorsville. La brigade se compose des régiments suivants : le 1st Maryland Battalion, les 1st et 3rd North Carolina, et les 10th, 23rd, et 37th Virginia. Les rivalités entre les différents régiments a été un problème récurrent dans la brigade et Lee espère que Steuart sera en mesure de les souder ensemble efficacement. Cependant, il n'est au commandement que depuis un mois au moment de la campagne de Gettysburg.
En juin 1863, l'armée de Lee avance vers le nord dans le Maryland, portant la guerre dans le territoire de l'Union pour la deuxième fois. Les Marylanders jubilent d'être de retour à leur État d'origine. On raconte que Steuart a sauté de son cheval, embrassé sa terre natale et s'est tenu sur sa tête ; selon l'un de ses aide de camp : « Nous avons adoré le Maryland, nous avons senti qu'il était dans la servitude, contre sa volonté, et nous brûlions par le désir d'avoir un rôle dans sa libération ». Le quartier-maître  John Howard a rappelé que Steuart a effectué « dix-sept doubles sauts périlleux » tout en sifflant, Maryland, Mon Maryland.

### Deuxième bataille de Winchester
En juin 1863, le 1st Maryland Battalion participe au combat lors de la seconde bataille de Winchester, qui eut lieu entre le 13 juin et le 15 juin. Le 13 juin, le Marylanders combattent contre la cavalerie et l'artillerie fédérales, juste à l'extérieur de Newtown. Le 14 juin, le 1st Maryland Battalion prend part à l'assaut sur Winchester, repoussant les deux attaques ennemies, et, le 15 juin, le régiment prend part à l'attaque finale qui aboutit à la capture de Star Fort. La troisième brigade de Steuart fait environ 1 000 prisonniers et subit relativement peu de pertes, 9 tués et 34 blessés.

### Bataille de Gettysburg

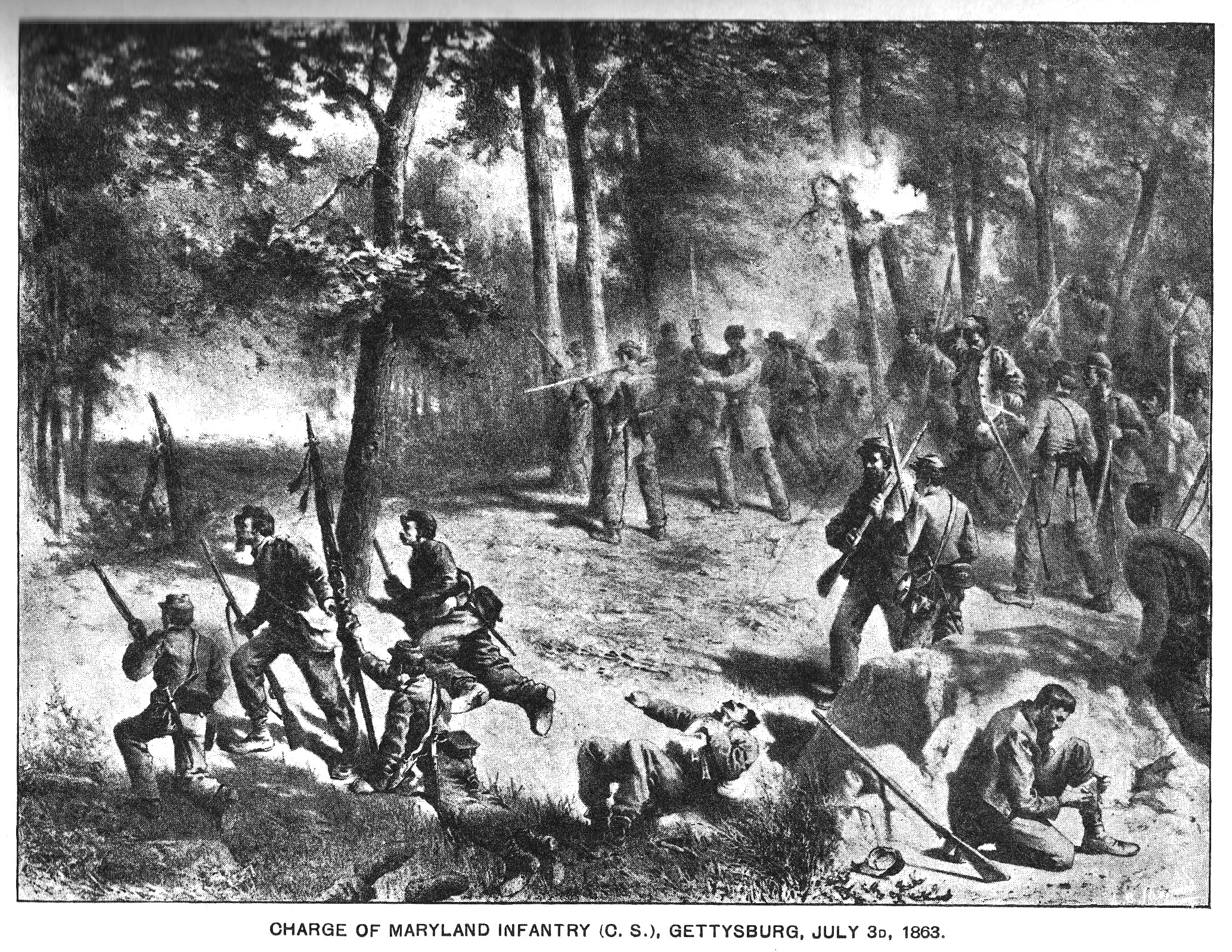
Charge du Maryland Infantry, CSA sur le « slaughterpen » à Culp's Hill, bataille de Gettysburg, le 3 juillet 1863. Les pertes ont été tellement sévères parmi les Marylanders qu'on raconte que Steuart a fondu en larmes, se tordant les mains et en criant : « mes pauvres garçons ».

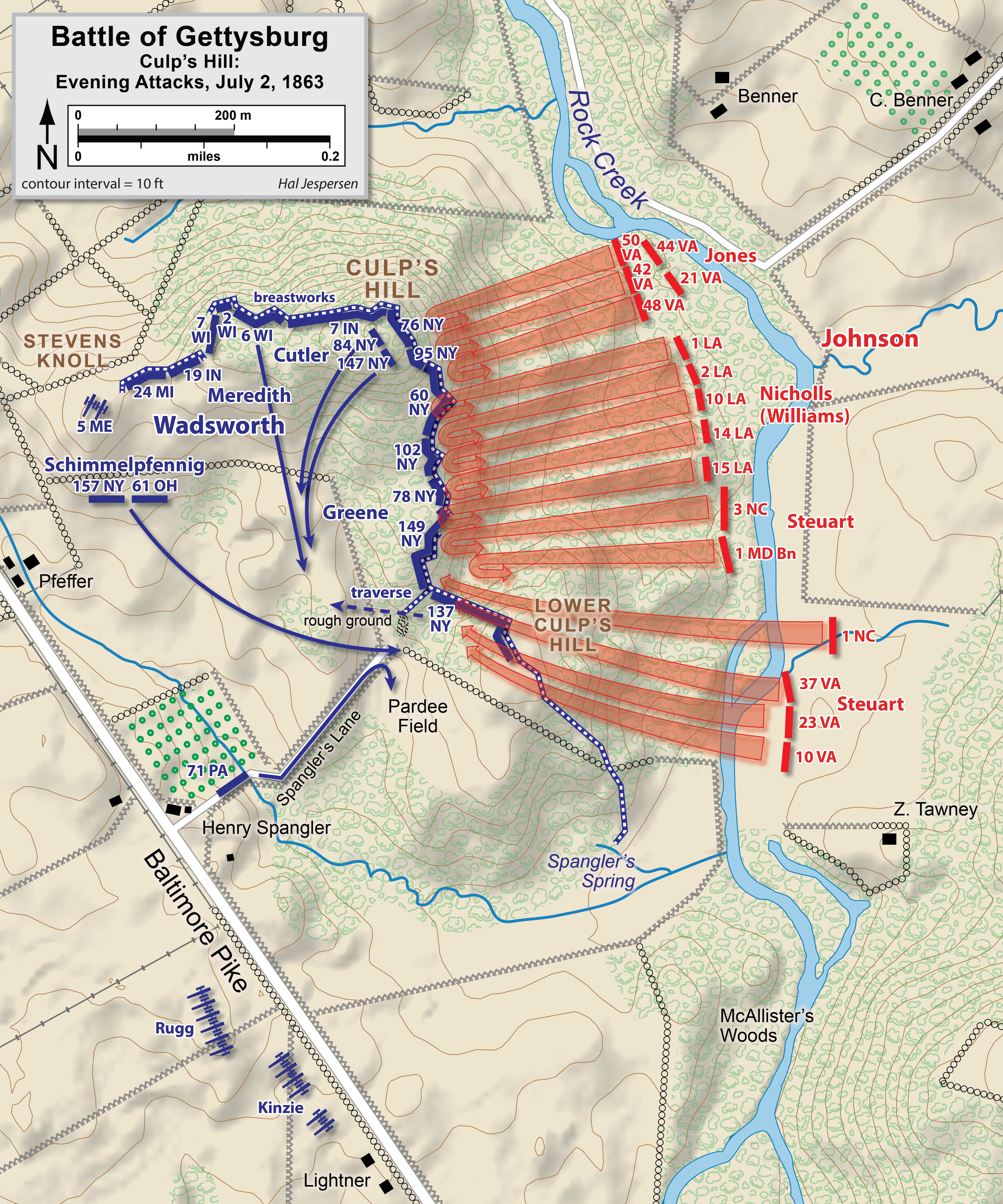
Carte montrant l'attaque des Marylanders de Steuart en bas de Culp's Hill à la Bataille de Gettysburg.

La division de Johnson, y compris le 1st Maryland Battalion, arrive à Gettysburg en fin d'après-midi le 1er juillet 1863, prenant position à l'extrémité de la gauche confédérée au pied de Culp's Hill ; les hommes sont épuisés après une marche forcée  de 130 milles (209 km). Culp's Hill est une colline boisée rocheuse, surmontée par une ligne bien fortifiées de parapets ennemis.
Le 2 juillet, les confédérés attaquent la colline, avec le 1st Maryland, le 10th, 23rd et 37th Virginia, et le 3rd North Carolina, tous montant à l'assaut des parapets de l'Union défendus par le XIIe corps du général George S. Greene. Les Marylanders et d'autres sont d'abord capables d'ouvrir une brèche dans les ouvrages et de repousser les hommes de Green, et ils tiennent leur position jusqu'au lendemain matin, le 3 juillet.
Le matin du 3 juillet révèle l'ampleur des défenses de l'Union, alors que l'artillerie ennemie ouvre le feu à une distance de 500 yards sous un « feu terrifiant et énervant », suivi d'un assaut féroce contre la position des Marylanders. Le résultat est un « terrible carnage » de la troisième brigade, qui combat pendant de nombreuses heures sans répit, épuisant ses munitions, mais réussissant à tenir sa position. Puis à la fin de la matinée du 3 juillet, le général Johnson ordonne une charge à la baïonnette contre les lignes ennemies bien fortifiées. Steuart est consterné, et est fortement critique à l'égard de l'attaque, mais est directement sous des ordres auxquels il ne peut pas désobéir. La troisième brigade tente à plusieurs reprises de prendre le contrôle de Culp's Hill, une partie essentielle de la ligne défensive de l'armée de l'Union, et le résultat a été un « massacre » (slaughterpen) alors que le 1st Maryland Battalion et le 3rd North Carolina Infantry chargent courageusement une position bien défendue fortement tenue par trois brigades, arrivant à vingt pas des lignes ennemies.  Les pertes sont tellement sévères parmi les Marylanders qu'on raconte que Steuart a fondu en larmes, se tordant les mains et en criant : « mes pauvres garçons ». Dans l'ensemble, l'échec de l'attaque sur Culp's Hill coûte à la division de Johnson près de 2000 hommes, dont 700 parmi la seule brigade de Steuart—beaucoup plus que toute autre brigade de la division. À Hagerstown, le 8 juillet, la force, forte de 2 200 hommes avant la bataille, ne compte plus que 1200 hommes aptes. Le taux de victimes parmi les 1st Maryland Battalion et 3rd North Carolina Infantry est entre la moitié et les deux tiers, en l'espace d'à peine dix heures.

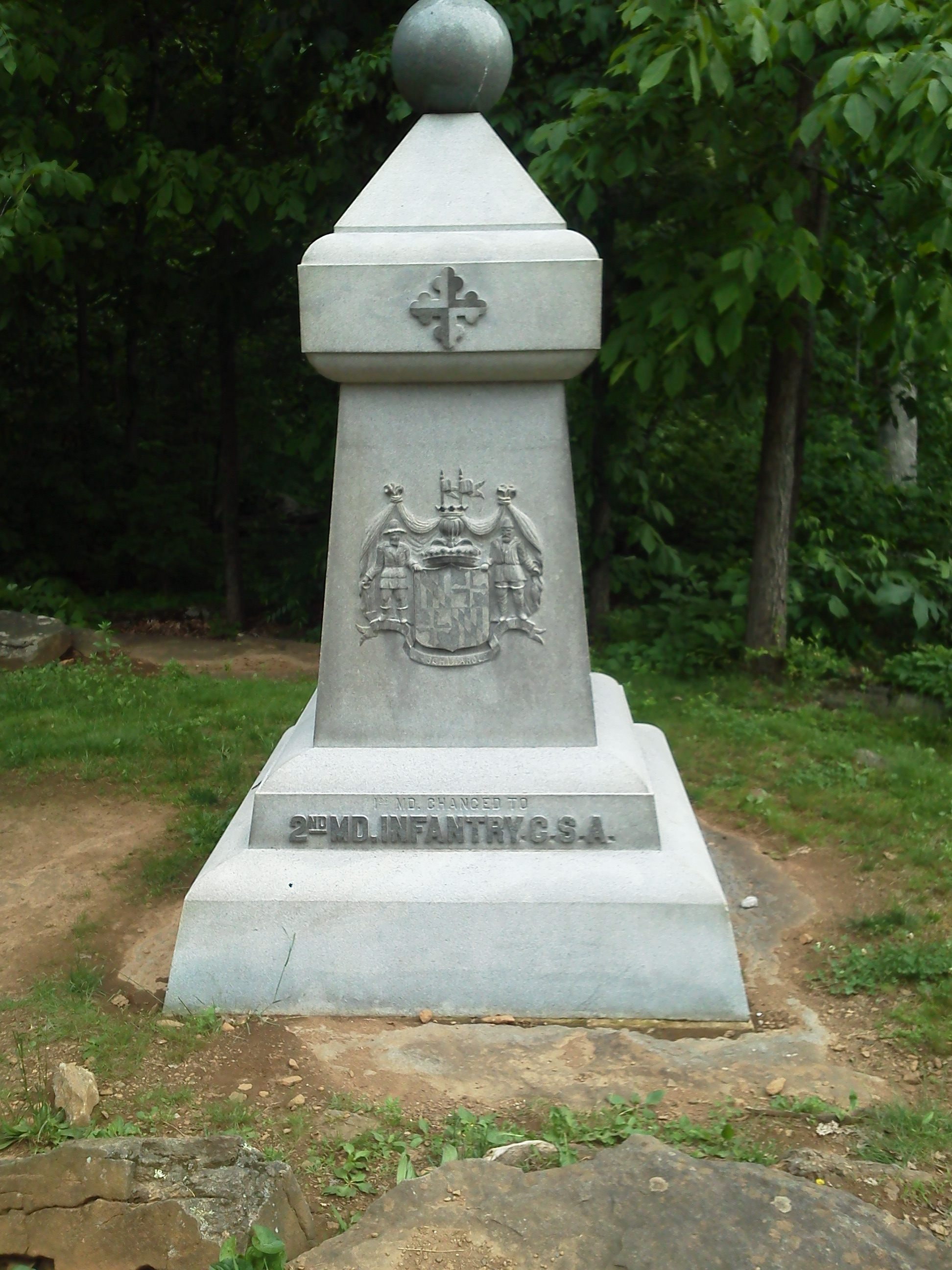
Monument pour le régiment, à Gettysburg

Après Gettysburg, lors de la revue de l'armée de Virginie du Nord, le général Johnson commente au général Robert E. Lee, alors que les Marylanders défilent : « Général, ils ont été aussi réguliers que cela à Gettysburg ». Conscient des pertes subies par les Marylanders lors de la récente bataille, Lee honore le régiment, désormais réduit à la force d'un bataillon, en retirant son chapeau devant les hommes.

### Formation de la ligne du Maryland
Le 22 octobre 1863, le 2d Maryland Infnatry est détaché de la brigade de Steuart et affecté à la ligne du Maryland nouvellement formée, voyageant par chemin de ferjusqu'à Hanover Junction, en Virginie, où ils rejoignent le 1st Maryland Cavalry, CSA, l'artillerie légère de Baltimore, CSA, le 1st Maryland Artillry, CSA, et le 4th Maryland Artillery, CSA. À ce moment, tous les Marylanders servant dans l'armée de Virginie du Nord sont invités à se joindre à la ligne du Maryland nouvellement formée. Peu le font cependant, alors que les hommes sont maintenant réticents à briser les unités qui ont déjà combattu pendant plus de deux ans.
Le 20 janvier 1864, alors qu'elle campe à Hanover Junction, l'unité connue à l'époque comme le 1st Maryland Battalion est officiellement désigné à nouveau comme le 2d Maryland Infantry par ordre du secrétaire confédéré à la Guerre.
En mai 1864, le 2d Maryland peut rassembler à peine 325 hommes, et se retrouve affecté au commandement du général John C. Breckinridge, mais pas attaché à une brigade.

### Bataille de Cold Harbor
Le régiment participe en juin 1864 à la bataille de Cold Harbor, au cours de laquelle les hommes en infériorité numérique du général Robert E. Lee réussirent à vaincre une force bien plus grande du général Ulysses S. Grant. Le matin du 3 juin, les Marylanders sont attaqués par les troupes fédérales, et lancent une contre-attaque. Les Marylanders prennent les canons des troupes de l'Union qui attaquent et les retournent contre les fédéraux, tirant des salves d'obus jusqu'à ce que « près d'une centaine d'hommes soient étendus sur la plaine, par les tirs du 2nd Maryland Infantry, et de nombreux autres capturés ».
Après la bataille, le 2d Maryland est attaché à la brigade de Frye de la division de Heth du corps de Hill, et le 13 juin, ils prennent part à la bataille de White Oak Swamp. Le 18 juin, le régiment traverse le fleuve James et part en train à Petersburg, où ils mettent en place des parapets défensifs. Le siège de Petersburg est en cours, et pendant les prochains mois, les hommes vivent dans leurs tranchées, échangeant des tirs sporadiques avec les troupes de l'Union.

### Siège de Petersburg
Le 19 août, un assaut féroce de l'Union engage le 2d Maryland dans un combat violent. Le 20 août, formant une partie de la brigade du général James J. Archers, il réussit à faire une brèche dans les défenses fédérales, mais les hommes ne peuvent pas tenir leur position et sont rejetés en arrière au cours de combats violents, à la fin desquels près d'un tiers du régiment est tué, blessé ou capturé. Au cours de la bataille de Peebles's Farm le régiment perd plus de 53 hommes morts et blessés. À cette époque, ils cessent d'exister en tant que force de combat efficace.

### 1865, et reddition
Le 5 février 1865, ce qui reste du régiment participe à un autre combat à la bataille de Hatcher's Run, après lequel l'unité s'écroule. Au moment de la reddition du général Robert E. Lee à Appomattox court House le avril 9, seuls une quarantaine d'hommes sont présents pour se rendre à l'armée de l'Union.